# Royal Dutch

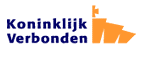
Logo der ehemaligen Stiftung

Koninklijk Verbonden oder Royal Dutch war eine Stiftung in Den Haag, der 550 niederländische Unternehmen, Institutionen und Organisationen angehörten. Sie wurde am 17. März 1995 auf Initiative des früheren niederländischen Offiziers Frank van der Vorm ins Leben gerufen und musste im September 2007 Konkurs anmelden.

## Ziele
Ziel der Stiftung war es, das nationale und internationale Ansehen niederländischer Unternehmen zu stärken und die Verbindung und Solidarität zur Monarchie und zum niederländischen Königshaus zu demonstrieren.